# Dudok Quartet Amsterdam

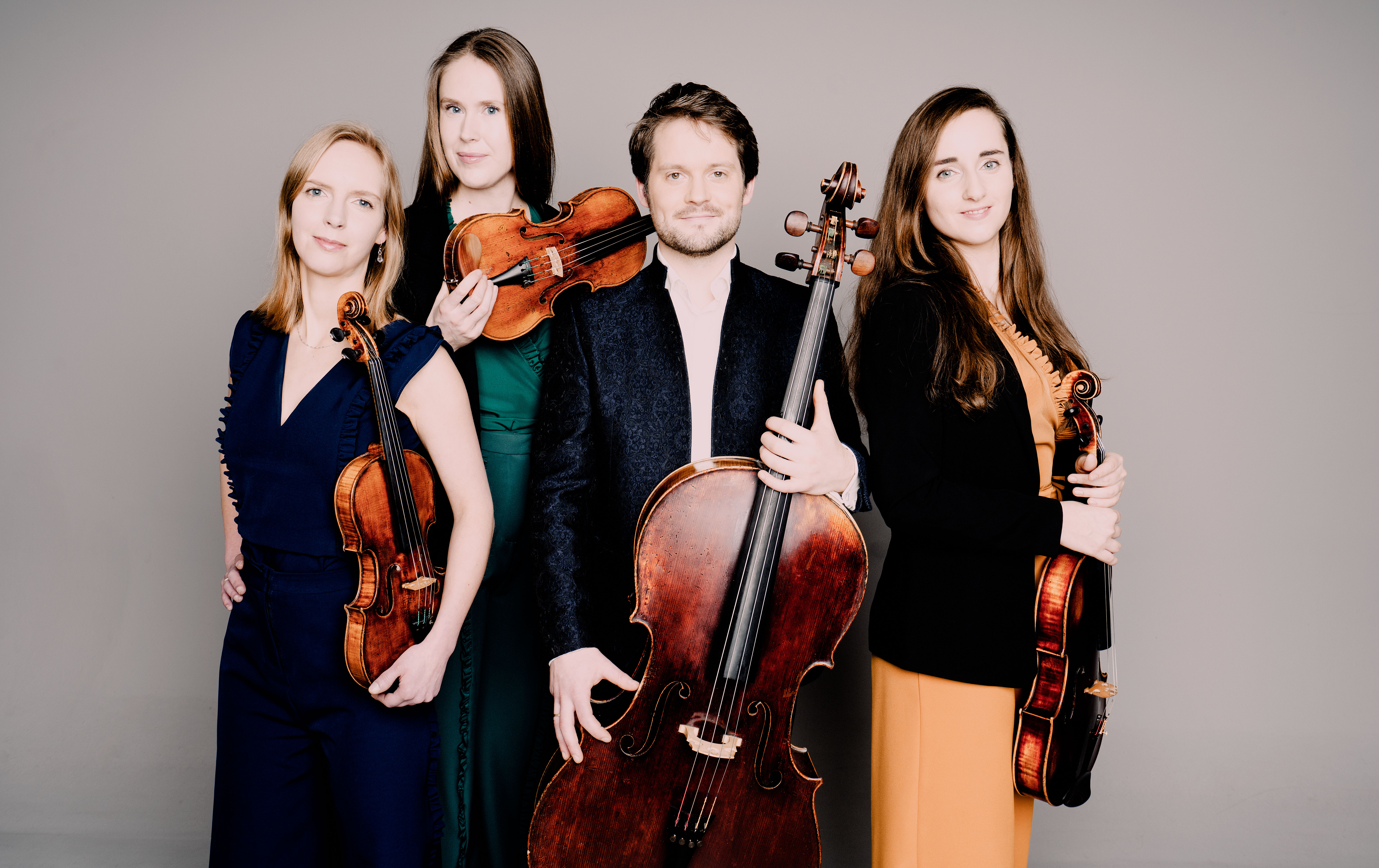
Portretfoto van het Dudok Quartet Amsterdam (Marco Borggreve)

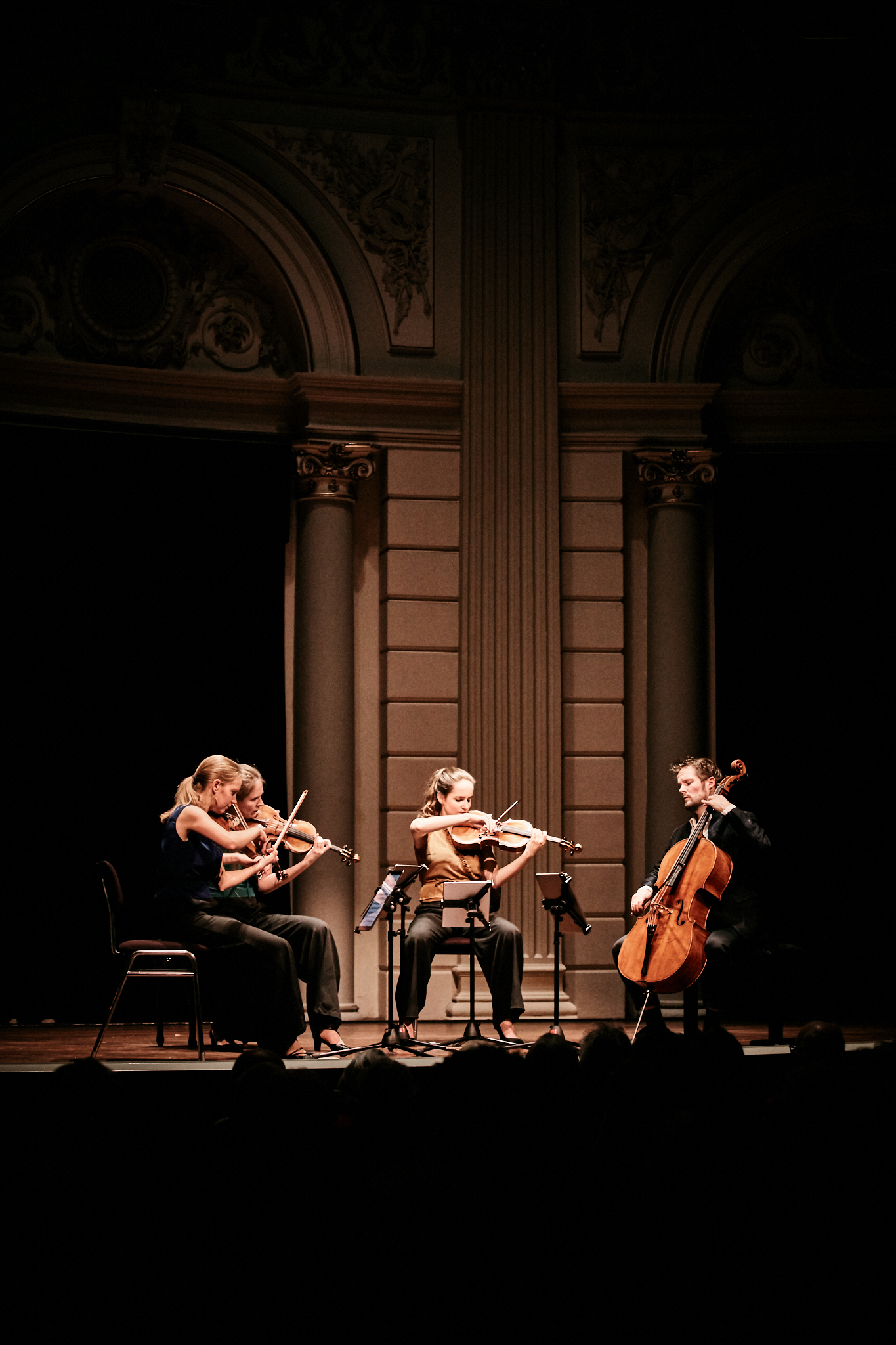
Dudok Quartet Amsterdam live in het Koninklijk Concertgebouw in 2019 (Eduardus Lee)

Het Dudok Quartet Amsterdam is een Nederlands strijkkwartet dat is opgericht in 2009. Het ensemble heeft zich vernoemd naar de Nederlandse architect Willem Dudok, die in zijn dagboek schreef:
Meer dan aan alle bouwkunstenaars heb ik aan de componisten te danken. Ik voel diep de gemeenschappelijke basis van de muziek en de architectuur: ze ontlenen immers beide haar waarde aan de juiste maatverhoudingen.
Anno 2025 bestaat het Dudok Quartet Amsterdam uit de violisten Judith van Driel en Marleen Wester, altviolist Marie-Louise de Jong en cellist David Faber. Eerdere leden waren altviolisten Mark Mulder (2009-2014) en Lotte de Vries (2014-2016).

## Opleiding
De originele leden van het Dudok Quartet Amsterdam leerden elkaar kennen tijdens deelname aan tournees van het Ricciotti Ensemble. Zij studeerden individueel aan de conservatoria in Amsterdam en Den Haag. Gezamenlijk studeerden zij van 2009 tot en met 2011 aan de Hochschule für Musik und Tanz Keulen bij het Alban Berg Quartett en van 2011 tot en met 2013 aan de Nederlandse Strijkkwartet Academie, waar hun belangrijkste docenten waren Marc Danel, Eberhard Feltz en Peter Cropper. In de jaren sinds 2013 werd het kwartet tijdens specifieke projecten gecoacht door onder anderen Reinbert de Leeuw, Eberhard Feltz en Shunske Sato.

## Carrière
Het kwartet won tussen 2011 en 2013 meerdere prijzen op internationale muziekwedstrijden, waaronder tijdens de Radom String Quartet Competition (2011), het Charles Hennen Concours (2012), het Internationale Joseph Joachim Kammermusik Wettbewerb (2012) en Quatuors à Bordeaux (2013). In 2014 ontving het kwartet de Kersjes van de Groenekan Prijs, en in 2018 de internationale Borletti-Buitoni Trust Award.
Het strijkkwartet trad op in Nederland, en daarbuiten in de Verenigde Staten, Australie, Zuidoost Azië en in diverse Europese landen.
Albums
Vanaf 2014 maakte het kwartet vijf albums voor het label Resonus Classics, met de complete strijkkwartetten van György Ligeti en werken voor strijkkwartet van Haydn, Mozart, Mendelssohn, Weinberg en Sjostakovitsj. Op hun eerste drie albums werden deze werken aangevuld met eigen arrangementen gemaakt door de kwartetleden, van werken van Brahms, J.S. Bach, Desprez en Gesualdo. Voor het vierde en het vijfde album koos het Dudok Quartet Amsterdam voor alle strijkkwartetten opus 20 van Joseph Haydn. Sinds 2021 verschijnen nieuwe albums van het kwartet bij Rubicon Classics.  In november 2022 verscheen ‘Reflections, een album met muziek van Dmitri Sjostakovitsj en Grażyna Bacewicz, en in juni 2023 ‘What Remains’, een album met muziek van Joey Roukens, Steve Reich en Olivier Messiaen.
Voorts nam het Dudok Quartet Amsterdam voor Rubicon Classics complete werken voor strijkkwartet van Brahms en Tsjaikovski op, met een historisch geïnspireerde instrumentale setup, onomwonden darmsnaren en speciale strijkstokken.

## Samenwerkingen
Het Dudok Quartet Amsterdam trad op met diverse gastmusici, zoals de pianisten Hannes Minnaar, Olga Pashchenko, Shuann Chai en Daria van den Bercken, altviolisten Vladimir Mendelssohn, Lilli Maijala en Shunske Sato, cellisten Dmitri Ferschtman, Pieter Wispelwey en Quirine Viersen, de zanger Philippe Jaroussky, en blazers Erik Bosgraaf, het Berlage Saxophone Quartet en Annelien Van Wauwe. 
In 2024 trad het strijkkwartet solistisch op met het Radio Filharmonisch Orkest en dirigent Vasily Petrenko tijdens de ZaterdagMatinee in het Koninklijk Concertgebouw.
Buiten de klassieke muziek werd samengewerkt met artiesten als Izaline Calister, Maarten Ornstein en Svante Henryson.